# Habrosyne
Habrosyne és un gènere de papallones nocturnes de la subfamília Thyatirinae de la família Drepanidae.

## Taxonomia
- Habrosyne albipuncta (Wileman, 1911)
  - Habrosyne albipuncta angulifera (Gaede, 1930)
- Habrosyne armata Moore, 1882
- Habrosyne aurorina (Butler, 1881)
- Habrosyne costalis Wileman, 1921
- Habrosyne dentata Werny, 1966
- Habrosyne dieckmanni (Graeser, 1888)
- Habrosyne fraterna Moore, 1888
- Habrosyne indica (Moore, 1867)
- Habrosyne gloriosa (Guenée, 1852)
- Habrosyne intermedia (Bremer, 1864)
  - Habrosyne intermedia conscripta Warren, 1912
- Habrosyne obscura Roepke, 1944
- Habrosyne plagiosa Moore, 1882
- Habrosyne pterographa (Poujade, 1887)
- Habrosyne pyritoides (Hufnagel, 1766)
- Habrosyne sanguinea Moore, 1882
- Habrosyne scripta (Gosse, 1840)
- Habrosyne sumatrana Werny, 1966
- Habrosyne violacea (Fixsen, 1887)
  - Habrosyne violacea argenteipuncta Hampson, 1893

## Galeria d'imarges

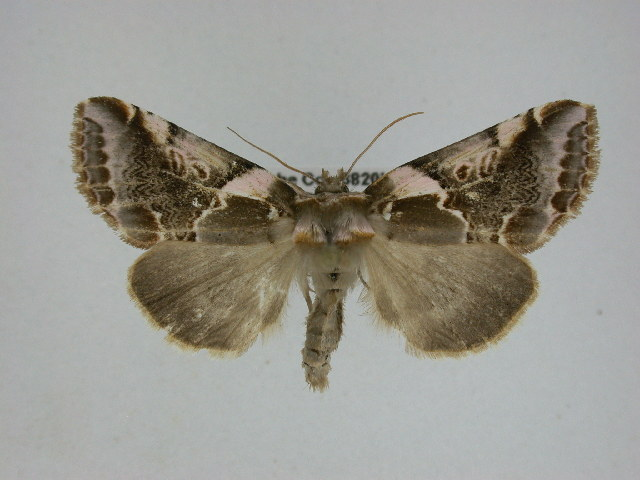
Habrosyne gloriosa
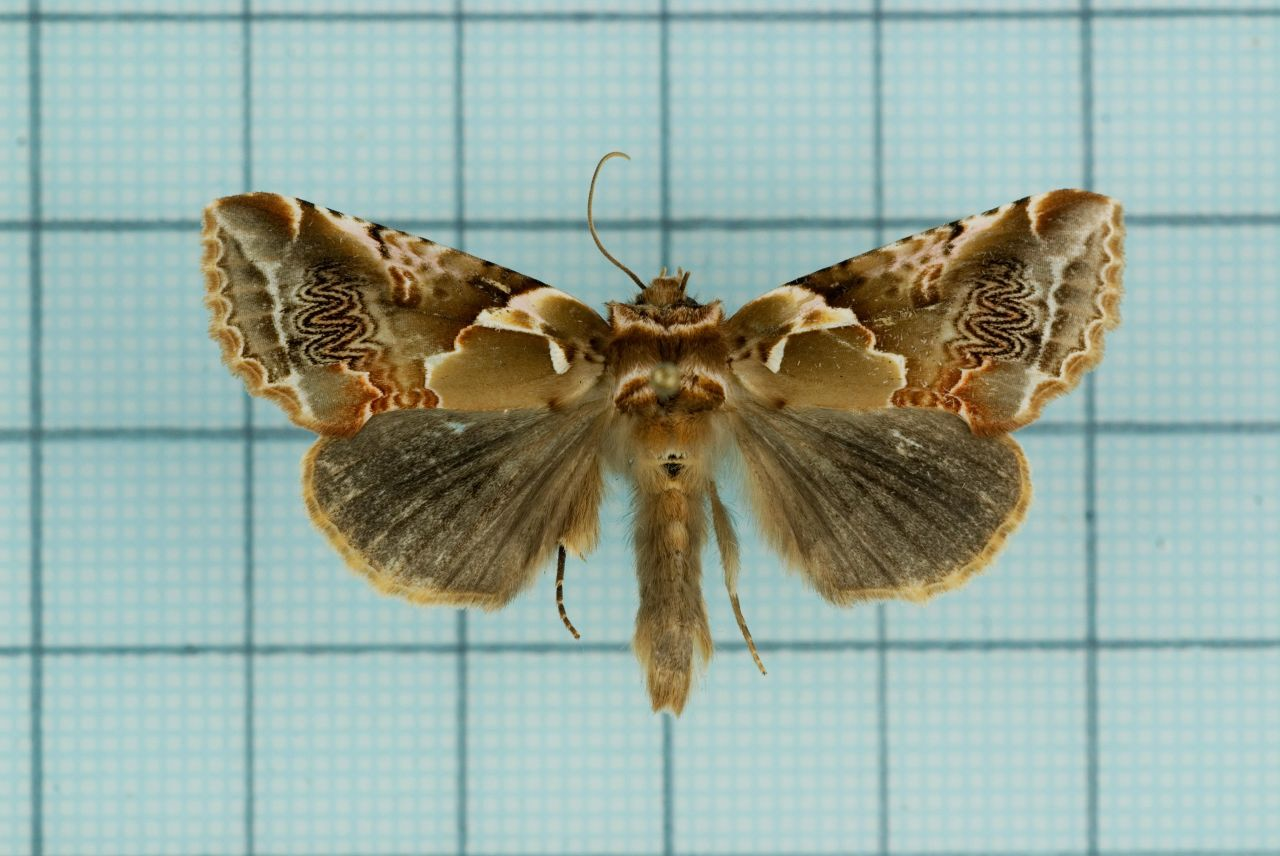
Habrosyne pterographa
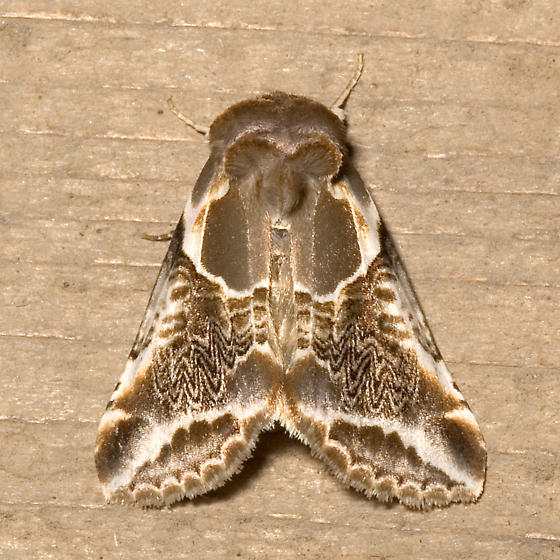
Habrosyne scripta
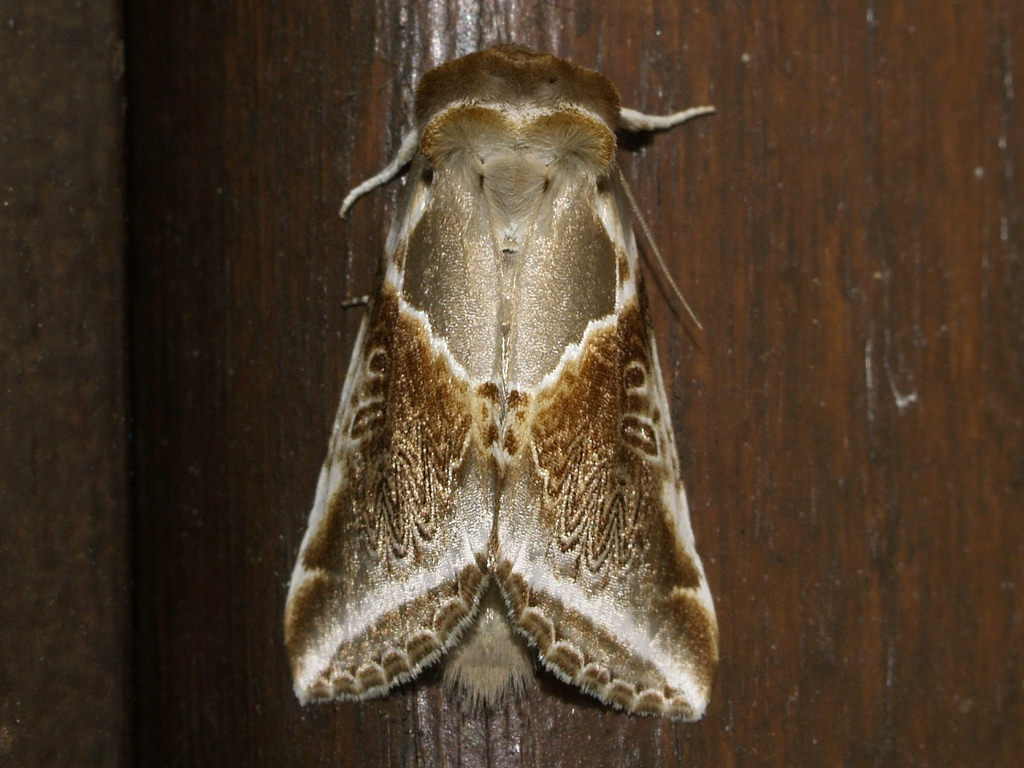
Habrosyne pirytoides